# Гестраниус, Маттиас
Маттиас Гестраниус (швед. Mattias Gestranius; род. 7 июня 1978, Парайнен, Турку-Пори) — финский футбольный арбитр.

## Карьера
Судит матчи с 1996 года. Игры Вейккауслииги — с 29 октября 2006. С 2009 года имеет лицензию арбитра ФИФА. На международной арене дебютировал 2 июля матчем квалификационного раунда Лиги Европы «Нарва-Транс»—«Рудар» (0:3), в котором Гестраниус показал две жёлтые карточки. На уровне сборных впервые работал 11 августа 2010 года в Лланелли (Уэльс—Люксембург, 5:1). Он отсудил вместе с помощниками Эсой Вехвилайненом и Матти Хейниненом. Маттиас показал игрокам 6 жёлтых карточек, две из которых были выданы Марио Мутшу, удалённому на 77-й минуте.
Обслуживал матчи юношеского Чемпионата Европы до 17 лет (2012) и Baltic Cup 2012.